# Luis Gerardo Méndez
Luis Gerardo Méndez (Aguascalientes, 12 marzo 1982) è un attore e produttore cinematografico messicano.

## Biografia
Agli esordi della sua carriera appare in film minori e in televisione. Raggiunge la fama con il suo ruolo da protagonista nella commedia del 2013 Nosotros los Nobles, che per alcuni mesi è stato il film con il maggior incasso di sempre in Messico. L'anno successivo ha interpretato un ruolo nel film Cantinflas, e dal 2015 è co-produttore (con l'amico Gary Alazraki) e co-protagonista (con Mariana Treviño) in Club de Cuervos, la prima produzione in spagnolo di Netflix.

## Vita privata
Méndez è nato e cresciuto ad Aguascalientes nel cuore del Messico. Gli è stato chiesto della sua sessualità in seguito a un'intervista del 2014 in cui ha usato una forma maschile per riferirsi alle sue relazioni passate. Ha risposto che il commento è stato preso fuori contesto, che non parla della sua vita privata e che il giorno in cui la sessualità di qualcuno smetterà di essere una notizia, la società farà un importante passo avanti.
Méndez ha un cane di nome Tuba ed entrambi sono apparsi in una campagna PETA, incoraggiando le persone a trattare i loro animali domestici come membri della famiglia..

## Filmografia

### Cinema
- Nosotros los Nobles, regia di Gary Alazraki (2013)
- Cantinflas, regia di Sebastian del Amo (2014)
- Time Share (Tiempo Compartido), regia di Sebastiàn Hofmann (2018)
- Bayonet, regia di Kyzza Terrazas  (2018)
- Murder Mystery, regia di Kyle Newacheck  (2019)
- Charlie's Angels, regia di Elizabeth Banks (2019)
- Me Time - Un weekend tutto per me (Me Time), regia di John Hamburg (2022)

### Televisione
- Vecinos – serie TV (2005- )
- Lola, érase una vez (2008)
- XY. La revista – serie tv (2009- )
- El Club de Cuervos – serie TV (2015-2019)
- La Balada de Hugo Sanchez (2018- )
- Narcos: Messico – serie TV (2021)

## Doppiatori italiani
Nelle versioni in italiano dei suoi lavori, Luis Gerardo Méndez è stato doppiato da:
- Gabriele Vender in Murder Mystery
- Gabriele Sabatini in Charlie's Angels
- Daniele Giuliani in Me Time - Un weekend tutto per me